# Mon Repos Conservation Park
Mon Repos Conservation Park är en park i Australien. Den ligger i delstaten Queensland, omkring 300 kilometer norr om delstatshuvudstaden Brisbane.
Närmaste större samhälle är Bundaberg, omkring 13 kilometer sydväst om Mon Repos Conservation Park.
Omgivningarna runt Mon Repos Conservation Park är en mosaik av jordbruksmark och naturlig växtlighet. Runt Mon Repos Conservation Park är det ganska tätbefolkat, med 78 invånare per kvadratkilometer. Genomsnittlig årsnederbörd är 1 080 millimeter. Den regnigaste månaden är januari, med i genomsnitt 217 mm nederbörd, och den torraste är september, med 26 mm nederbörd.